# Tachyspiza poliocephala
Tachyspiza poliocephala là một loài chim trong họ Accipitridae.